# 周明伟
周明伟（1955年5月—），男，江苏无锡人，中华人民共和国政治人物。

## 生平
1972年10月参加工作，1983年10月加入中国共产党。1972年10月至1980年8月，任江苏沛县大屯煤矿汽车队机修工、机务调度、团总支书记。1980年9月至1984年7月，在复旦大学国际政治系学习，并担任团总支书记。1984年5月至1985年3月，任共青团复旦大学委员会副书记。1985年4月至1985年8月，任复旦大学外事处干部。1985年8月至1987年7月，在美国纽约州立大学攻读硕士。1987年7月至1992年9月，任复旦大学外事处国际交流科科长、副处长、代处长。1992年9月至1994年1月，在美国哈佛大学肯尼迪政府学院进修。1994年1月至1996年1月，任复旦大学校长助理兼校长办公室主任、外事办主任。1996年1月至1996年3月，在美国哈佛大学肯尼迪政府学院进修。
1996年3月至1997年11月，任上海市人民政府外事办公室副主任。1997年11月至2000年7月，任上海市人民政府外事办公室党组书记、主任。2000年8月至2003年12月，任中央台湾工作办公室副主任、国务院台湾事务办公室副主任。2003年12月至2009年7月，任中国外文出版发行事业局常务副局长（副部长级）。2009年7月至2017年2月，任中国外文出版发行事业局局长。他还曾兼任中国人民对外友好协会常务理事，中国外交学会常务理事，中国西藏文化保护与发展协会常务理事，中国侨联副理事长等职务。
他是中共十六大、中共十八大代表 ，第十二届全国政协委员、全国政协外事委员会委员。

## 荣誉

### 外国勋章奖章
- 朝鲜民主主义人民共和国二级友谊勋章（朝鲜，2012年4月16日于平壤万寿台议事台颁发[3]）：表彰他为促进两国外文出版领域的交流与合作，加强朝中两国文化交流做出的突出贡献。